# 魔獸世界：巨龍時代
《魔獸世界：巨龍崛起》是大型多人在线角色扮演游戏《魔兽世界》继《魔獸世界：暗影之境》之后推出的第九个资料片。《魔獸世界》制作方暴雪娛樂于2022年4月19日在Facebook、YouTube和Twitch上正式宣布了這一消息，並於2022年11月28日正式上線。

## 外部鏈接
- 官方网站